# Dymes
Dymes (griechisch Δύμες) ist eine Gemeinde im Bezirk Limassol in der Republik Zypern. Bei der Volkszählung im Jahr 2021 hatte sie 151 Einwohner.

## Name
Der Name des Dorfes stammt wahrscheinlich von der antiken Stadt Dyme, die in Achaia lag. Es war die Heimat von Kepheus, einem der Anführer der ersten griechischen Siedler, die sich um 1200 v. Chr. auf Zypern niederließen.

## Lage und Umgebung

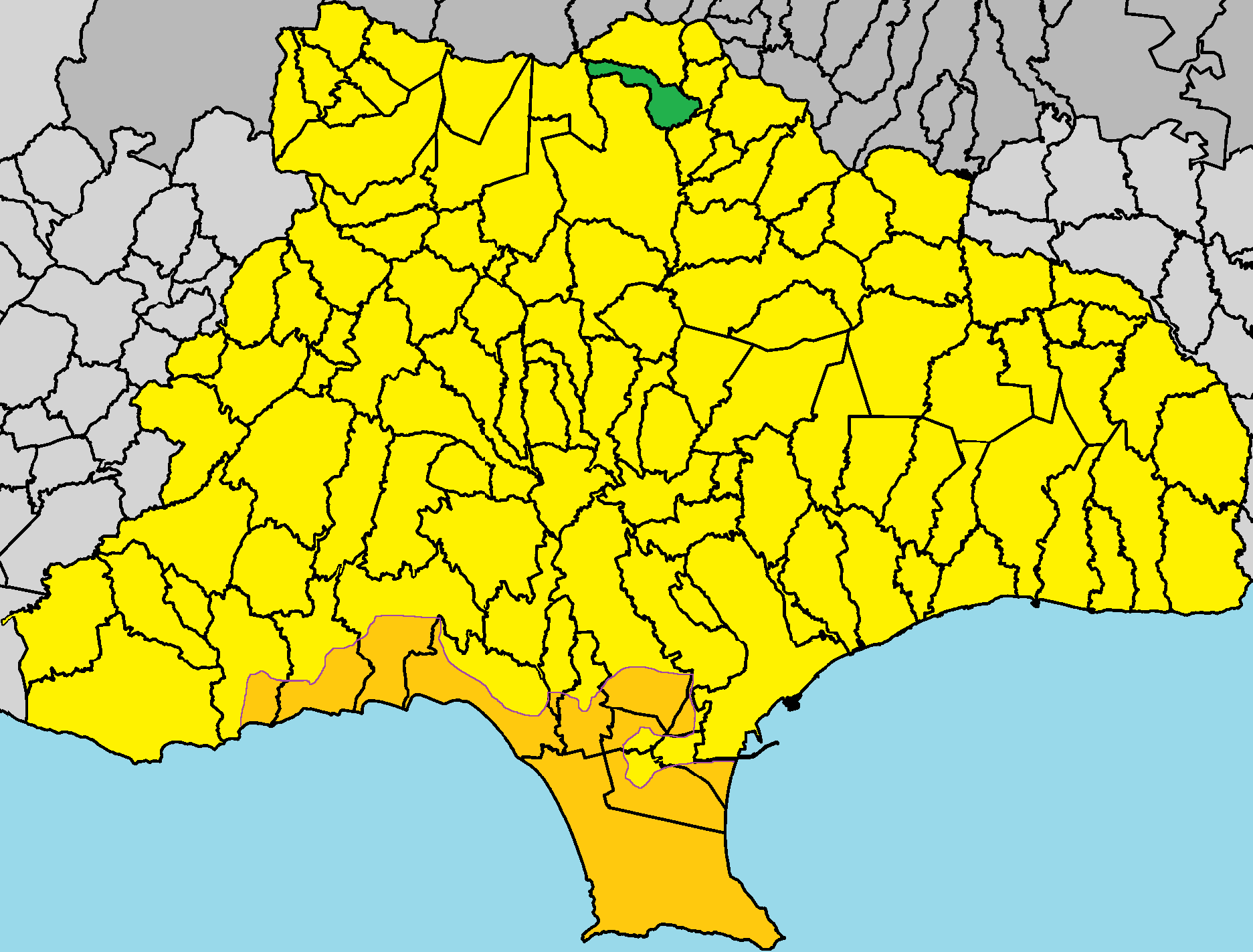
Lage im Bezirk Limassol

Dymes liegt auf der Mittelmeerinsel Zypern auf einer Höhe von etwa 910 Metern, etwa 40 Kilometer nördlich von Limassol und 59 Kilometer von Nikosia entfernt, in der geografischen Region Pitsilia. Auf den Ackerflächen des Dorfes werden Äpfel, Oliven, Mandeln, Walnüsse, Gemüse und Wein angebaut. Das etwa 6 Quadratkilometer große Dorf grenzt im Westen an Pelendri, im Nordwesten an Amiandos, im Norden an Kyperounda, im Osten an Agridia und im Süden an Potamitissa.

## Bevölkerungsentwicklung
| Jahr      | 1881 | 1891 | 1901 | 1911 | 1921 | 1931 | 1946 | 1960 | 1976 | 1982 | 1992 | 2001 | 2011 | 2021 |
| Einwohner | 102  | 131  | 154  | 177  | 167  | 184  | 321  | 373  | 347  | 230  | 165  | 164  | 165  | 151  |